# Heilig-Geist-Kirche (Benefeld)

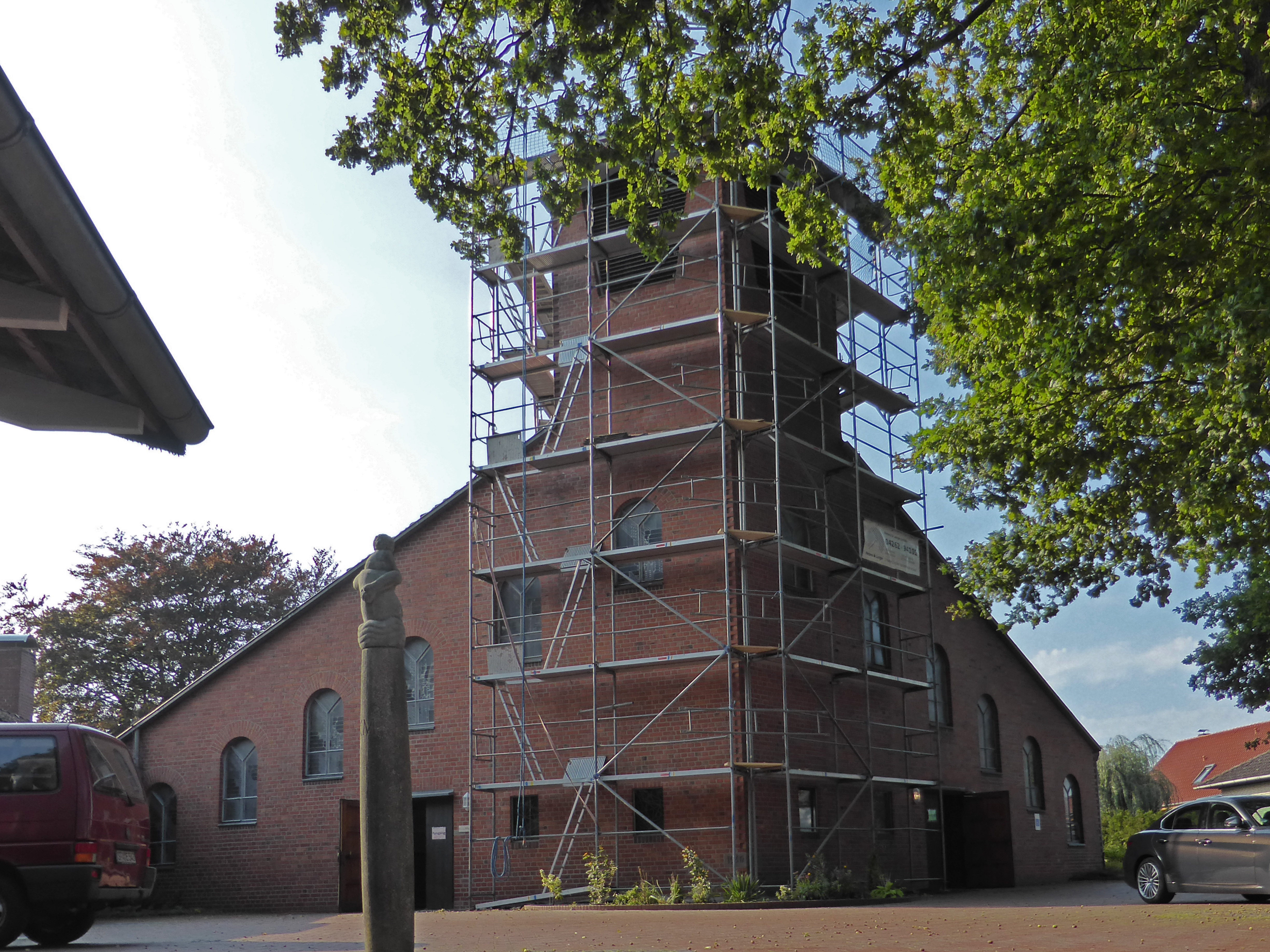
Heilig-Geist-Kirche (2020)

Die Heilig-Geist-Kirche ist die römisch-katholische Kirche in Benefeld, einem Ortsteil der Stadt Walsrode im Landkreis Heidekreis in Niedersachsen. Das nach dem Heiligen Geist benannte Gotteshaus ist eine Filialkirche der Pfarrei St. Maria in Walsrode im Dekanat Verden des Bistums Hildesheim.

## Geschichte
Die bereits vor 1945 bestehenden Industriebetriebe, Wolff & Co. in Benefeld und Eibia G.m.b.H. für chemische Produkte im benachbarten Bomlitz, aber auch die Flucht und Vertreibung Deutscher aus Mittel- und Osteuropa 1945–1950, brachten viele Katholiken nach Benefeld und Bomlitz.
Ab 1943 hielt ein italienischer Militärgeistlicher katholische Gottesdienste in Benefeld. Die erfolgte zunächst in einer Privatwohnung, nach Kriegsende in einem Raum der ehemaligen Eibia G.m.b.H. Nach dem Weggang des italienischen Geistlichen hielten dort Geistliche aus Walsrode die Gottesdienste.
Mit der Besetzung Benefelds durch britisches Militär am 16. April 1945 kamen auch Soldaten der polnischen Truppen von Władysław Anders nach Benefeld. Diese bauten einen Raum in Benefeld zu einer katholischen Kapelle um, an den dort gehaltenen Gottesdiensten nahmen neben polnischen Soldaten auch deutsche Flüchtlinge teil.
Unter der Leitung von Karl-Heinz Bertram, Pastor von Walsrode, wurde 1946 von einem Truppenübungsplatz eine Holzbaracke erworben, die in Benefeld neben dem Verwaltungsgebäude der ehemaligen Eibia aufgestellt wurde. Die Bracke wurde zu einer Notkirche ausgebaut, die 1947 von Dechant Schmitz eingeweiht wurde und das Patrozinium des heiligen Judas Thaddäus bekam. Mangels einer eigenen Kirche fanden auch die evangelischen Gottesdienste von Benefeld in der katholischen Notkirche statt, bis sich die evangelische Kirchengemeinde in Bomlitz die Pauluskirche erbaute. Benefeld gehörte zu dieser Zeit zur Kuratie Walsrode, die später zur Pfarrei erhoben wurde.
Da die Notkirche baufällig und zu klein geworden war, begannen 1957 die Planungen für einen Kirchenneubau. Nach dem Tod des Walsroder Geistlichen Felix Wolff 1958 wurde Seelsorge in Benefeld den Geistlichen in Visselhövede übertragen.

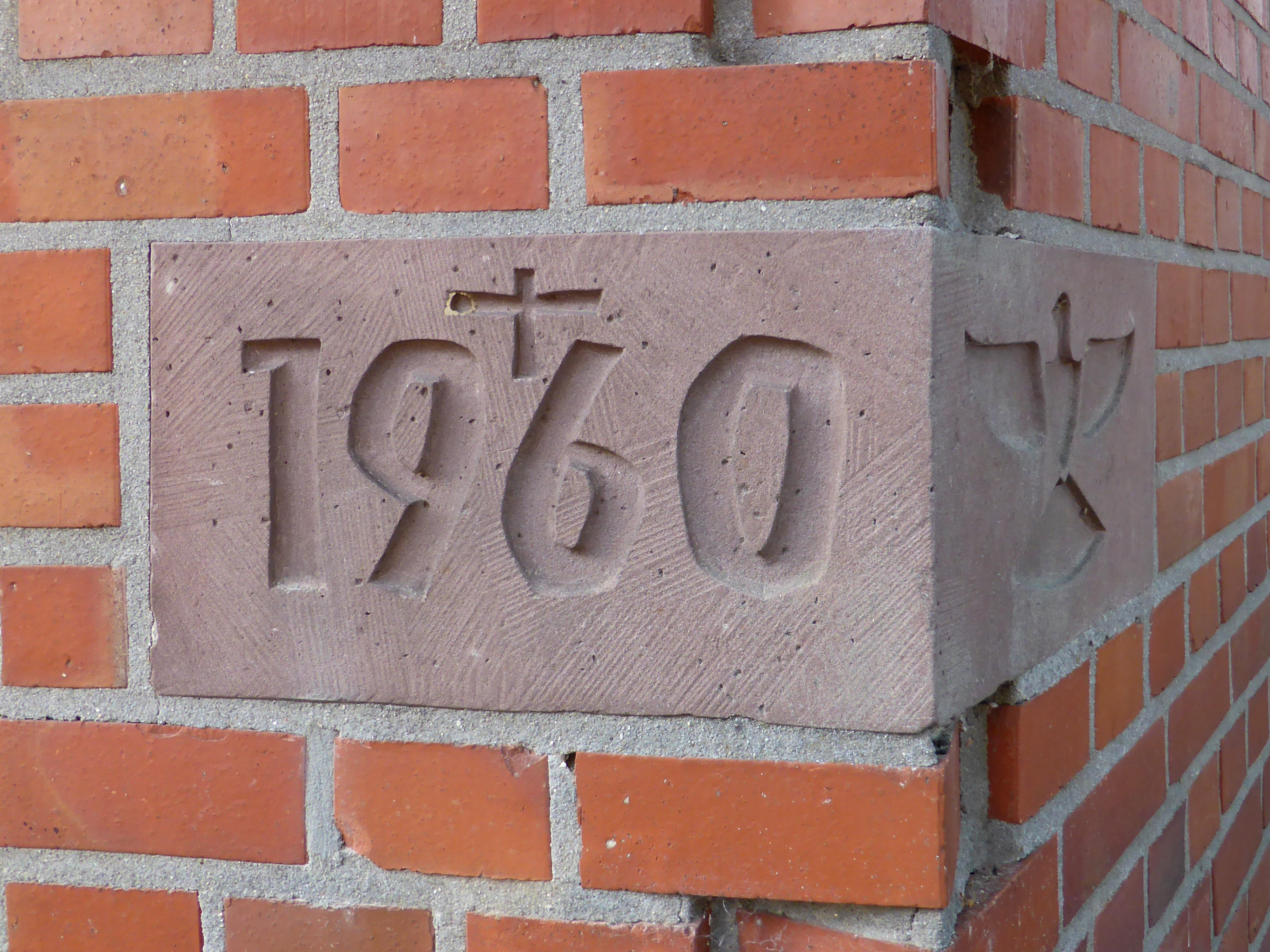
Grundstein

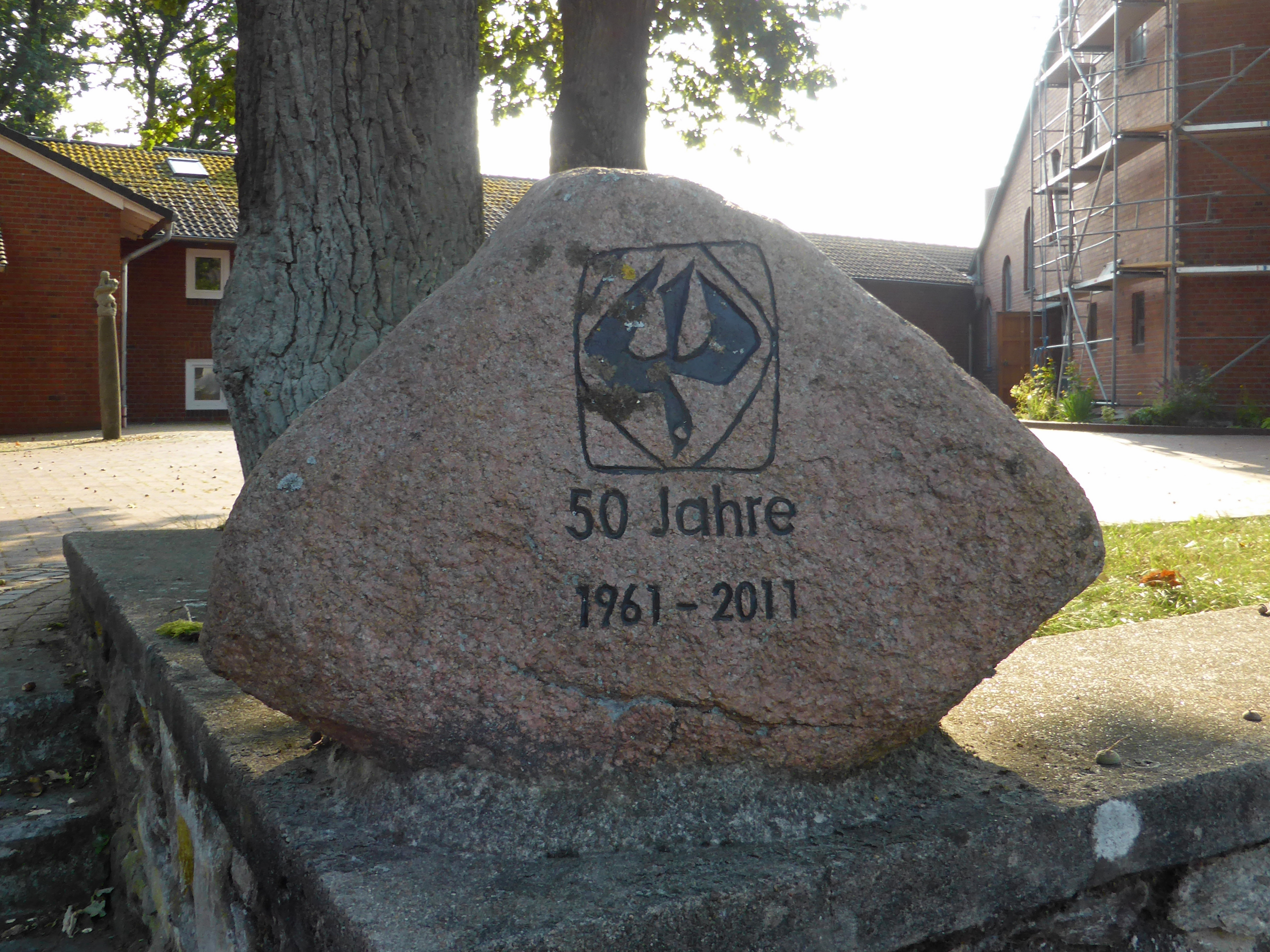
Gedenkstein an das 50-jährige Weihejubiläum

Das Baugrundstück für den Kirchbau wurde 1959 erworben, und noch im gleichen Jahr ein Kirchbauverein gegründet. Die Grundsteinlegung fand am 9. Juli 1960 statt. Domdechant Johannes Stuke (1904–1978) aus Hildesheim und Pastor Georg Danel (1929–2012) aus Visselhövede segneten den Grundstein. Das Richtfest wurde im Oktober 1960 gefeiert. Zur Finanzierung des Bauvorhabens trugen das Bonifatiuswerk, das ortsansässige Unternehmen Wolff & Co. sowie Eigenleistungen der Gemeindemitglieder erheblich bei.
Die Kirchweihe erfolgte im Mai 1961 durch Weihbischof Heinrich Pachowiak. Am 13. Mai wurde die Kirche von außen geweiht, und am 14. Mai folgte die Konsekration des Innenraums und des Altars. Die dem Heiligen Geist geweihte Kirche bekam als Nebenpatrone die heiligen Papst Pius X. und Therese von Lisieux. Zeitgleich zum Bau der Kirche war auch das Pfarrhaus errichtet worden, das im Februar 1961 durch den bisher in Visselhövede ansässigen Pastor Georg Danel bezogen wurde. Die bisherige Notkirche wurde noch im gleichen Jahr abgerissen.
Benefeld, das bisher zur Kirchengemeinde Walsrode gehört hatte, wurde am 1. April 1961 Sitz einer neugegründeten Kuratiegemeinde. Die Kuratiegemeinde Benefeld, die unter anderem auch Visselhövede umfasste, gehörte von Beginn an zum Dekanat Verden. Rund 1200 Katholiken gehörten damals zur Kuratiegemeinde Benefeld.
Nach der Liturgiereform des Zweiten Vatikanischen Konzils wurde der Altarraum 1966 verändert. Im selben Jahr wurde auch die bisherige Notkapelle in Visselhövede durch die neuerbaute Herz-Jesu-Kirche ersetzt, die eine Filialkirche der Kuratiegemeinde Benefeld war.
Am 1. Oktober 1975 erfolgte die Erhebung der Kuratiegemeinde Benefeld zur Pfarrei. 1981/1982 wurde der Pfarrsaal erbaut. Die ab 1971 genutzte elektronische Orgel wurde durch eine am 23. Februar 1986 eingeweihte Orgel mit 1102 Orgelpfeifen ersetzt.
Zum 1. August 2004 wurde die Pfarrgemeinde Heilig Geist, Bomlitz-Benefeld aufgelöst und der Pfarrgemeinde St. Maria vom hl. Rosenkranz, Walsrode angeschlossen. Zu dieser gehören seitdem neben der Heilig-Geist-Kirche in Benefeld auch die Pfarrkirche St. Maria vom heiligen Rosenkranz in Walsrode und die Filialkirchen St. Maria in Bad Fallingbostel und Herz Jesu in Visselhövede. Zum Zeitpunkt der Fusion gehörten rund 4500 Katholiken zur vergrößerten Pfarrgemeinde.

## Architektur und Ausstattung
Die Kirche steht auf dem Grundstück Kirchstraße 20/21. Sie entstand nach Plänen des Architekten Theo Scholten aus Oberhausen. Er entwarf zeitgleich die St.-Bonifatius-Kirche in Bad Bodenteich und wenige Jahre später auch die Benefelder Filialkirche Herz Jesu in Visselhövede.
Das Kreuz auf dem 20 Meter hohen Kirchturm entwarf der Grafiker Arthur Becker, der selbst zur Kirchengemeinde gehörte. Die drei Bronzeglocken wurden am 19. Juli 1962 von der Glockengießerei Otto gegossen und am 28. Juli 1962 in Benefeld geweiht. Die nach Jesus Christus, Maria und Josef benannten Glocken erklangen erstmals am 5. August 1962.
Die Glasmalerei Dr. H. Oidtmann fertigte die großen Buntglasfenster nach Entwürfen von Gerd Hunold, der ebenfalls ein Mitglied der Kirchengemeinde war. Das Fenster im Altarraum zeigt den Erzengel Michael, die beiden Fenster in der Taufkapelle einen Fisch als Symbol für das Wasser und eine Taube als Symbol für den Heiligen Geist. Die 16 Rundbogenfenster entwarf Franz Pauli, sie wurden 1967 von der Glasmalerei Peters angefertigt.
Die künstlerische Gestaltung des Tabernakels erfolgte durch den Goldschmied Wilhelm Polders aus Kevelaer. Die Marienstatue ist ein Werk von Alfred Oesemann aus Haltern.
Ein Wandteppich stellt den heiligen Bonifatius dar, neben ihm der Hildesheimer Dom. Links oben im Bild ist der Jesuitenpater und Märtyrer Johannes Arnoldi dargestellt, der am 9. November 1631 in Visselhövede zum letzten Mal eine Heilige Messe zelebrierte und anschließend ermordet wurde. Die Heidelandschaft wird durch Bienen auf Bienenwaben symbolisiert, die stilisierte Industriehalle steht für die Industriebetriebe Bendefelds.
Die Säule auf dem Vorplatz der Kirche, die den heiligen Christophorus trägt, wurde vom Bildhauer Herbert Belau geschaffen. Auf dem Kirchvorplatz steht auch ein Gedenkstein an das 50-jährige Weihejubiläum der Heilig-Geist-Kirche.